# Капсис, Михалис
Миха́лис Капси́с (греч. Μιχάλης Καψής; 18 октября 1973, Пирей, Греция) — греческий футболист. Играл на позиции центрального защитника за клуб «Левадиакос».

## Биография
Отец Капсиса — Антимос Капсис — тоже футболист, был в составе «Панатинаикоса» на финальный матч Кубка европейских чемпионов 1971 года, в том поединке греки уступили «Аяксу» со счетом 0-2.
В начале 90-х, Капсис был одним из лучших игроков местной команды «Ариса», затем он отправился в «Этникос» из Пирея. И в первом же сезоне за новый клуб, Михалис, помог выйти команде в высший дивизион чемпионата Греции. Повышение в классе, не как не сказалось на игре футболиста, в итоге Капсис выходил на поле во всех 30 матчах чемпионата. В общем за «Эфникос», Михалис в 123 играх забил всего лишь один мяч.
В межсезонье 1998/1999, Капсис переходит в АЕК. В том сезоне, игрок провёл всего лишь 15 матчей, но в следующие два сезона, ему удалось завоевать место в основе. В сезоне 2001/2002, запомнился дракой на тренировке с вратарем команды Элинасом Атматсидисом, после того как в концовке сезона АЕК уступил чемпионат «Олимпиакосу».
В сезоне 2002/2003, он вместе с АЕКом сыграл в шести матчах Лиги Чемпионов, став первым греческим футболистом, который сумел повторить достижение своего отца, так же игравшего на высшем международном уровне (несколько лет спустя это достижение повторил нападающий «Селтика» Георгис Самарас, чей отец Иоаннис тоже выступал в этом европейском турнире).
Следующий сезон получился провальным, АЕК финишировал только на пятом месте. Но благодаря хорошей игре, Капсис был вызван на встречи отборочного раунда ЕВРО-2004, а именно на матчи с Испанией и Украиной. Сумев в этих встречах сдержать сначала Рауля, а потом и Андрея Шевченко, Капсис помог команде одержать исторические победы. На ЕВРО-2004, Капсис был в составе, той невероятной греческой сборной, которая победила на турнире. Михалис Капсис и дальше вызывался в сборную, но уже на матчи квалификации к Кубку Мира 2006.
После ЕВРО-2004, Капсис покинул «АЕК», трансфер футболиста выкупил французский «Бордо». Проведя 29 матчей в чемпионате Франции, он вернулся в Грецию, подписав двухлетнее соглашении с чемпионами страны — «Олимпиакосом».
Дебют в клубе из Пиреней выдался неудачным, Капсис постоянно травмировался, и тренера не доверяли ему место в основе. Проведя всего 6 матчей за клуб, Михалис начал искать другое продолжение карьеры, следующим клубом Капсиса стал «ПАОК», в который, его якобы пригласили заменить Димитриса Салпигидиса, который не оправдал надежд руководства. Тем не менее, 31 августа 2006 года, наставник «ПАОКА» Тронд Соллид не включил Капсиса в заявку на матчи Лиги Чемпионов.
Сезон спустя, Михалис уже играл в клубе из Никосии — «АПОЭЛе», Капсис помог команде одержать победу в чемпионате Кипра 2007 года. Контракт футболиста был рассчитан лишь на один сезон, и когда Капсису предложили продлить контракт ещё на год, он без раздумья согласился. В августе 2007, президент «ПАОКА» — Теодарас Загоракис, хотел вернуть футболиста в команду, но Капсис отказался, ссылаясь на то, что хочет выполнить контракт с «АПОЭЛем» до конца и был прав, в том сезоне, его команда одержала победу в кубке Кипра.
В июле 2008, Капсис подписал двухлетний контракт со скромным «Левадиакосом». За новую команду Михалис дебютировал 31 августа, в матче против «Ариса».

## Достижения
- Чемпион Греции: 2006
- Обладатель кубка Греции: 2000, 2002, 2006
- Чемпион Кипра: 2007
- Обладатель кубка Кипра: 2008
- Чемпион Европы 2004